# Рајхертсхаузен
Рајхертсхаузен (њем. Reichertshausen) општина је у њемачкој савезној држави Баварска. Једно је од 19 општинских средишта округа Пфафенхофен ан дер Илм. Према процјени из 2010. у општини је живјело 4.908 становника. Посједује регионалну шифру (AGS) 9186146.

## Географски и демографски подаци
Рајхертсхаузен се налази у савезној држави Баварска у округу Пфафенхофен ан дер Илм. Општина се налази на надморској висини од 448 метара. Површина општине износи 23,6 km². У самом мјесту је, према процјени из 2010. године, живјело 4.908 становника. Просјечна густина становништва износи 208 становника/km².